# Scott Stapp

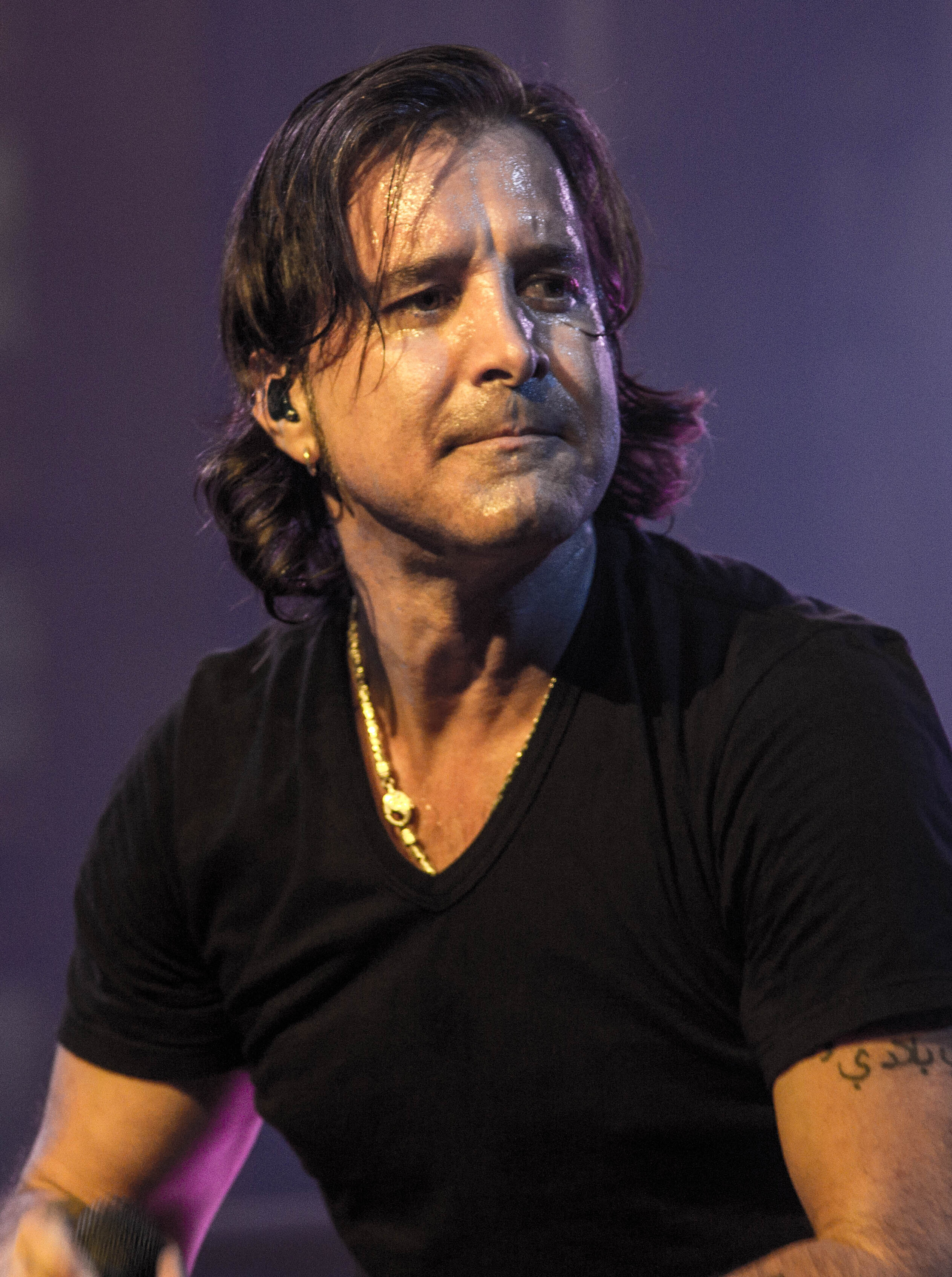
Scott Stapp (2016)

Scott Alan Stapp (* 8. August 1973 in Orlando, Florida; eigentlich Anthony Scott Flippen) ist ein US-amerikanischer Sänger und Songwriter. Er ist Mitglied der Rockbands Creed und Art of Anarchy und tritt darüber hinaus auch als Solokünstler auf.

## Werdegang
Nach Verweis von der Lee University in Cleveland in Tennessee wegen Marihuanakonsums, ging er auf das Valencia College in Orlando und schloss als Associate of Arts ab. Kurzzeitig war er noch auf dem College der Florida State University, wo 1995 die Band Creed entstand. Stapp wurde streng religiös erzogen. Als Jugendlicher entschloss er sich, von zu Hause zu fliehen und ging nach Tallahassee. Die religiöse Erziehung sollte sich später häufig in seinen Liedtexten bemerkbar machen: Immer wieder setzt er sich mit Fragen zum Glauben auseinander und sucht nach seiner Rolle diesbezüglich. Während schon die Band Creed häufig als christliche Band bezeichnet wurde, bekennt sich Stapp als Solokünstler ausdrücklich zum christlichen Glauben.

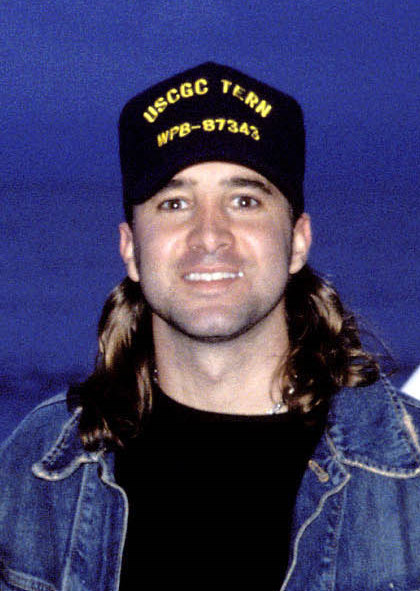
Scott Stapp (2002)

The Doors und vor allem Jim Morrison haben Stapps Angaben zufolge seinen Musikstil entscheidend geprägt. 1999 trat er mit den noch lebenden Mitgliedern dieser Band bei einem Konzert auf. Dem Album The Joshua Tree von U2 schreibt er ebenfalls einen wichtigen Einfluss auf seine Musik und Lyrics zu. In den letzten Jahren fiel Stapp immer wieder durch inadäquates Verhalten auf. Unter anderem soll er ein Konzert mit Creed in stark betrunkenem Zustand gegeben haben. Des Weiteren soll er in einer Schlägerei mit der Band 311 verwickelt gewesen sein. Stapp bedauerte diese Vorfälle öffentlich. Für seine US-Tour als Solokünstler erhielt er eine sehr gute Resonanz.
Am 10. Februar 2006 hat er die Miss New York USA 2004 Jaclyn Nesheiwat in Miami geheiratet, nachdem er sich 1999 nach nur 16 Monaten Ehe von Hillaree Burns hatte scheiden lassen. Aus der ersten Ehe hat er einen Sohn namens Jagger Stapp, mit Jaclyn Nesheiwat hat er eine Tochter, Milan Hayat Stapp.
Nach dem Start seiner Solokarriere folgte bald sein erstes Album The Great Divide. Als Instrumentalisten fungierte die Band Goneblind. Im April 2006 erschien das Album in Deutschland, nachdem es bereits seit dem November 2005 in den USA erhältlich war. Im Sommer 2006 tourte er mit Breaking Point durch die USA.
Nachdem sich Creed 2004 getrennt hatte, kam es 2009 zur Wiedervereinigung, in deren Rahmen am 30. Oktober 2009 ein neues Album mit dem Titel Full Circle erschienen ist.
Die Deluxe-Version des 2010 erschienenen Santana-Soloalbums Guitar Heaven, enthält eine Version des CCR-Songs Fortunate Son mit Stapp als Gastsänger des Stücks. Im Jahr 2004 war er auch im Fernsehfilm 30 Days Until I’m Famous – In 30 Tagen berühmt zu sehen.
Im November 2014 reichte seine Frau die Scheidung ein. In den Scheidungspapieren wird Stapps Konsum von Crystal Meth, Amphetamin und Steroiden genannt. Seiner Frau zufolge versuchte er Anfang des Jahres erneut, sich das Leben zu nehmen, und musste daraufhin in einer psychiatrischen Klinik festgehalten werden. Seine Frau gab an, er sei aus der Psychiatrie geflüchtet und hatte vor, den amerikanischen Präsidenten zu bedrohen. Anfang 2015 begab sich Scott Stapp schließlich in professionelle Hände und durchläuft seitdem ein 12-Stufen-Programm zur Behandlung seiner Suchtkrankheit und diagnostizierten Bipolaren Störung. Seine Frau hat das Scheidungsgesuch wieder zurückgezogen.
Am 22. März 2019 erschien die Single Purpose for Pain mit Musikvideo als Vorreiter seines für Juli angekündigten dritten Soloalbums The Space Between the Shadows über das österreichische Musiklabel Napalm Records.

## Diskografie

### Solo
- 2005: The Great Divide (US: Platin)[5]
- 2013: Proof of Life
- 2019: The Space Between the Shadows
- 2024: Higher Power

### Art of Anarchy
- 2017: The Madness